# District de Mödling
Le district de Mödling est une subdivision territoriale du Land de Basse-Autriche en Autriche. Son chef-lieu est Mödling.

## Géographie

### Lieux administratifs voisins
|  |  |  |
|  |  |  |
|  |  |  |

## Communes
Le district de Mödling est subdivisé en 20 communes :
- Achau
- Biedermannsdorf
- Breitenfurt bei Wien
- Brunn am Gebirge
- Gaaden
- Gießhübl
- Gumpoldskirchen
- Guntramsdorf
- Hennersdorf
- Hinterbrühl
- Kaltenleutgeben
- Laab im Walde
- Laxenburg
- Maria Enzersdorf
- Mödling
- Münchendorf
- Perchtoldsdorf
- Vösendorf
- Wiener Neudorf
- Wienerwald

## Carte interactive des communes du district de Mödling

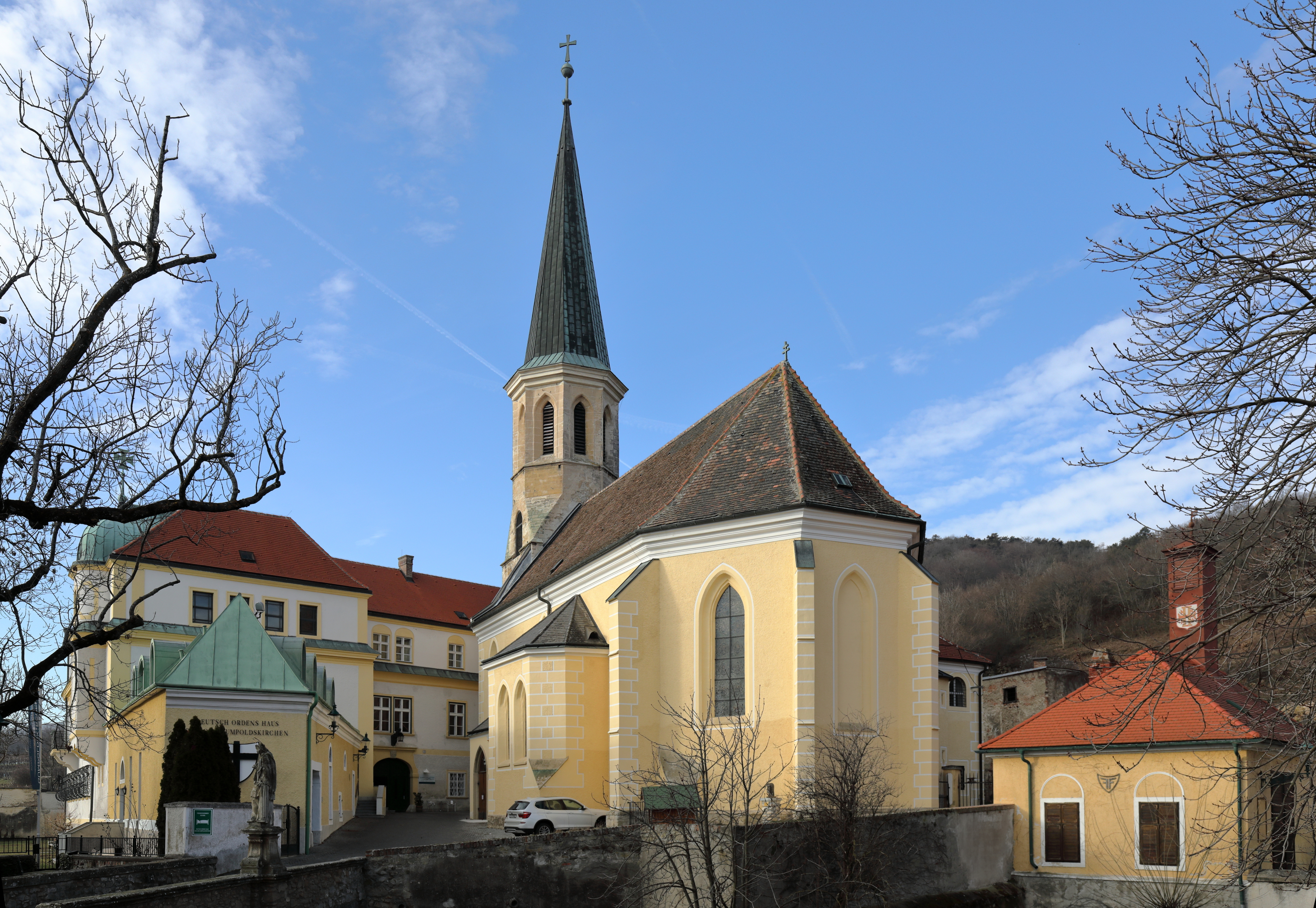
Église Saint-Michel de Gumpoldskirchen.
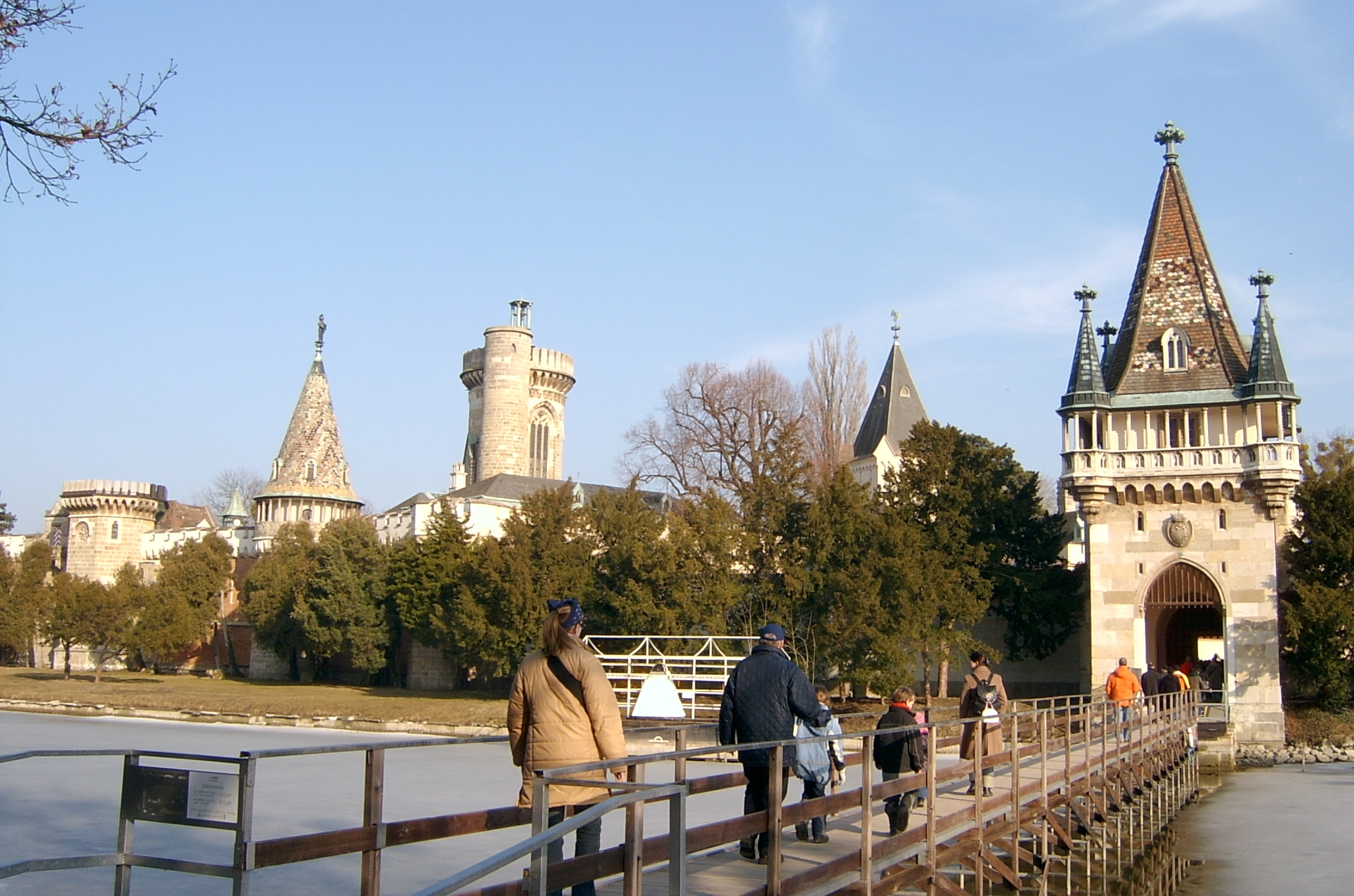
Château de Franzensburg, à Laxenbourg.
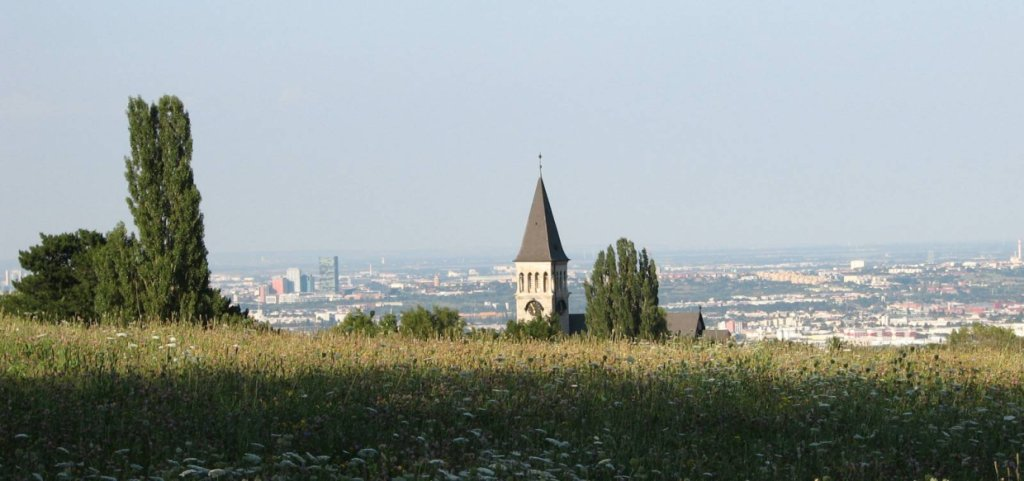
Gießhübl, avec une vue sur Vienne.
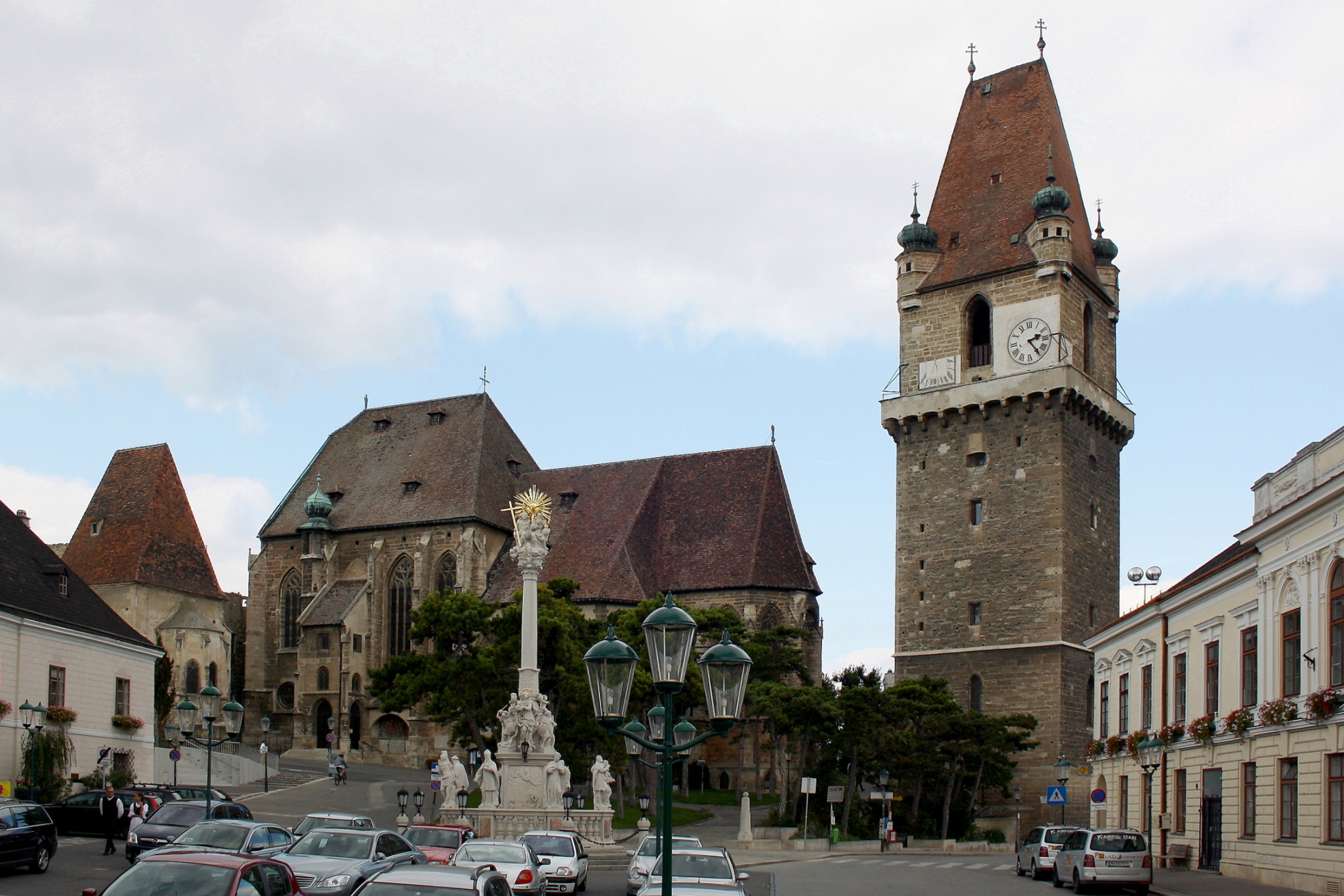
Grande place de Perchtoldsdorf.
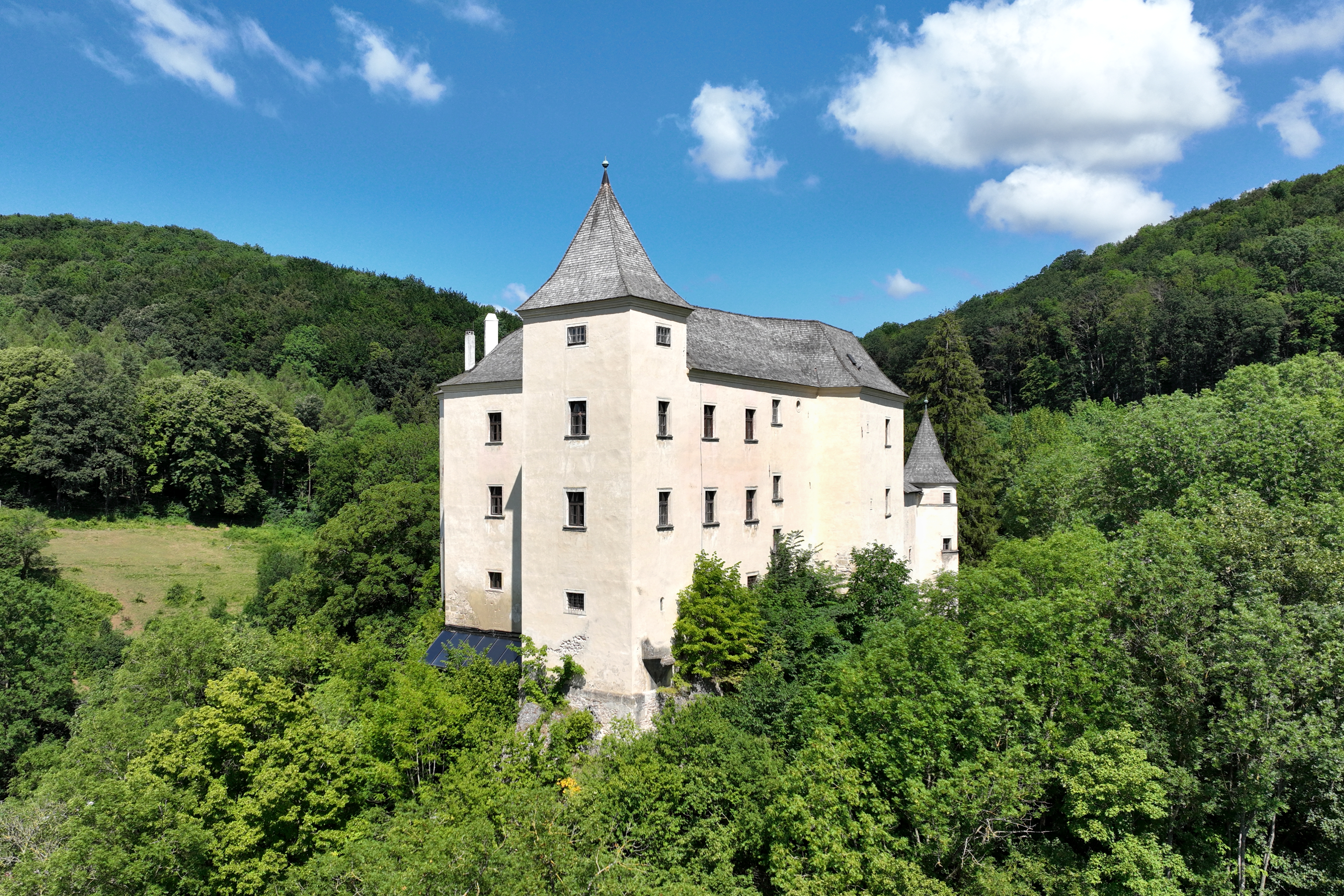
Château de Wildegg près de Sittendorf (Wienerwald).